# Болади
Болади — селение в Ленкоранском районе Азербайджанской Республики. По словам исследователей, ойконим состоит из талышских слов ди (деревня) и бол (много, изобильно), что в переводе - «деревня изобилия, богатая деревня». Данный населенный пункт  один из самых богатых и крупных  в регионе.

## Население
По данным списков населённых мест Бакинской губернии от 1870 года, составленных по сведения камерального описания губернии с 1859 по 1864 гг., в селении Болади Ленкоранского уезда было 62 двора с населением в 407 человек, состоящее из талышей-шиитов. Имеющая в селении 1 мечеть.
Согласно сборника сведений о Кавказе под редакцией Н. Зейдлица 1873 года, в селе Болади было 107 дворов с населением 621 человека, народность — талыши, по вере — мусульмане-шииты.
По своду статистических данных о населении Закавказского края, извлеченных из посемейных списков 1886 г., в селении Болади проживало 818 талышей-шиитов. Селение Болади входило в состав Боладинского сельского общества.
По Кавказскому календарю на 1910 год в Болади проживало 818 человек, народность — талыши.
По сборнику сведений по Бакинской губернии 1911 года село Болади имело 113 дворов с населением в 1 154 человека, по национальности — талыши. Село Болади находилось в Боладинском обществе, Ленкоранского полицейского участка, Ленкоранского уезда. Имело 1 мечеть, 3 мельницы, 3 торговых лавки.

## География
Деревня расположена на берегу реки Болади, в Ленкоранской низменности, в 18 километрах к северо-западу от районного центра, в 3 километрах слева от шоссе и железной дороги от Ленкорани до Лимана. Окружена деревней Шалагосер на юге, Масаллинским районом на севере, деревней Зувла на западе и городом Лиман на востоке. Это самая большая деревня в Ленкоране по численности населения. Площадь поселка составляет 15,04 км², население 9 481 человек.

## Экономика
Развито выращивание овощей, чая и животноводством. Территория плодородна и продуктивна. Чай выращивается на 280 га сельхозугодий, 37 гектаров земли затоплены, 30 гектаров были колхозами, 400 гектаров были подсобными полями, 26 гектаров были подразделениями, и 8 гектаров были зданиями. 67,9 га земли были отведены для рекреационных целей.

## Инфраструктура
В селе есть 2 средние школы, клуб и дом культуры, 3 библиотеки, больница, детский сад, почта, сберегательный банк. В школах учатся около 1000 учеников (2017). В своих заметках, написанных в 1869 году, путешественник И. Лерх сообщил, что в Болади была мечеть с двумя минаретами. В селе есть две мечети, мечеть в области Моллаоба была построена в 1924 году, а мечеть в области Сейидоба в 1927 году. Мечеть в Сейидобе имеет место паломничества, связанного с Черным Сеидом. Мечеть также называют «Черная мечеть». Этот человек, известный как черный сеид, приехал из Медины и жил в районе Сеидоба.

## Образование
До революции образование было индивидуальным, были муллы и медресе. Ахунды и муллы преподавали здесь, учили читать и писать на арабском и персидском языках. До революции в мечети в районе деревни Моллаоба было медресе. После создания Советского правительства в Азербайджане была предпринята инициатива по открытию школы нового типа в селе Болади. Домохозяйки были также вовлечены в курс ликвидации безграмотности, организованный в 1921 году. В этот период в разных районах села были организованы курсы по обучению грамоте. Люди из соседних Сепаради, Зовла, Шагласер, Джил, Вилван и других деревень также приходили учиться в школу. В Ленкоранском районе, а также в селе Болади полноценное вовлечение детей в возрасте от 8 до 12 лет в школу стало наиболее важной проблемой.
Профессор З. Будагова пишет, что в 1929 году на основе латинского алфавита было организовано обучение на талышском языке в подготовительных классах, а также на первом и втором курсах техникумов. Учебник Музаффара Насирли и Ш. Мурсалова «Саводин быбан» («Будь грамотным»), изданный в 1929 году, был использован в качестве «Азбуки» в сельской школе Болади. Борьба с неграмотностью окупилась. Инициатива была одобрена администрацией района, и в ноябре 1937 года в селе было введено в эксплуатацию новое двухэтажное здание средней школы на 20 комнат. Это учебное заведение функционировало как начальная школа в 1922—1934 годах, как основная школа в 1934—1938 годах и как средняя школа в 1938 году. Если в 1970 году в школе было 1 017 учеников, то в 2005 году их было 1 283. В 1970 году в школе было 16 учителей с высшим образованием. Сейчас там 70 учителей с высшим образованием.

## Известные уроженцы
- Шакяр Аслан — талышский поэт, драматург, публицист, журналист.